# چشمه گنجینه
چشمه گنجینه از جمله چشمه‌های شهرستان رستم در استان فارس است.
این چشمه از جاذبه‌های گردشگری شهرستان رستم به شمار می‌رود.